# Петербургский международный экономический форум 2022
Петербургский   международный   экономический   форум   2022  (ПМЭФ) — деловое мероприятие мирового уровня, проходившее в Санкт-Петербурге с 15 по 18 июня 2022 года.
В 2022 году форум стал юбилейным и прошёл в 25-й раз. Международное экономическое событие посетили свыше 130 высокопоставленных официальных лиц на уровне вице-президентов и премьер-министров иностранных государств, глав иностранных городов и регионов, иностранных министров, руководителей парламентов, ведущих международных организаций и объединений, а также глав дипломатического корпуса. В деловых мероприятиях форума  приняли участие представители всех регионов России, 80 из которых возглавили руководители субъектов.
Главная тема форума: «Новый мир — новые возможности».
Деловая программа ПМЭФ 2022 была разделена на 4 тематические части. Она охватывала вопросы глобальной и российской экономики, социальной и технологической повестки, а также совершенствования человеческого потенциала.
Центральным событием ПМЭФ 2022 стало выступление президента России Владимира Путина на пленарном заседании 17 июня, в котором также принял участие президент Республики Казахстан Касым-Жомарт Кемелевич Токаев. Председатель Китайской Народной Республики Си Цзиньпин и Президент Египта Абдельфаттах Сиси приняли участие в формате видеообращения.
Помимо основной программы в рамках ПМЭФ прошёл Российский форум малого и среднего предпринимательства, Международный молодёжный экономический форум, Региональный консультативный форум B20, Форум креативного бизнеса и форум «Лекарственная безопасность», диалог «ПМЭФ Юниор», а также форум «Арктика – территория диалога».
Российский экспортный центр открыл на форуме галерею технологий «Сделано в России», на которой были представлены инновационные продукты российских компаний.
Недружественные России страны предпринимали активные меры по ограничению участия в ПМЭФ представителей бизнес-сообщества и официальных лиц, но несмотря на это в мероприятиях форума приняли участие более 14 тыс. человек из 130 стран мира, 81 страна направила своих официальных представителей.
По итогам форума было подписано 691 соглашение на сумму 5,639 трлн рублей (учтены только соглашения, сумма которых не является коммерческой тайной)
Работу Форума освещали 3500 представителей СМИ из 33 стран: Азербайджан, Армения, Босния и Герцеговина, Великобритания, Венесуэла, Вьетнам, Германия, Донецкая Народная Республика, Египет, Индия, Ирак, Италия, Казахстан, Катар, Китай, Ливан, Молдова, Нидерланды, ОАЭ, Пакистан, Республика Беларусь, США, Саудовская Аравия, Сербия, Сингапур, Сирия, Турция, Узбекистан, Финляндия, Франция, Швейцария, Эстония, Япония.

## Бизнес на ПМЭФ 2022
На Форуме было представлено более 500 российских компаний из 65 различных отраслей. 80% компаний представлены на уровне глав. Лидирующие позиции по количеству участников занял IT-сектор.

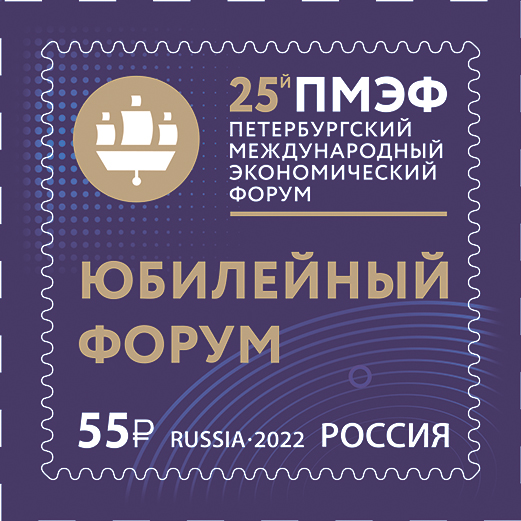
Почтовая марка 2022

## Крупные проекты и их реализация

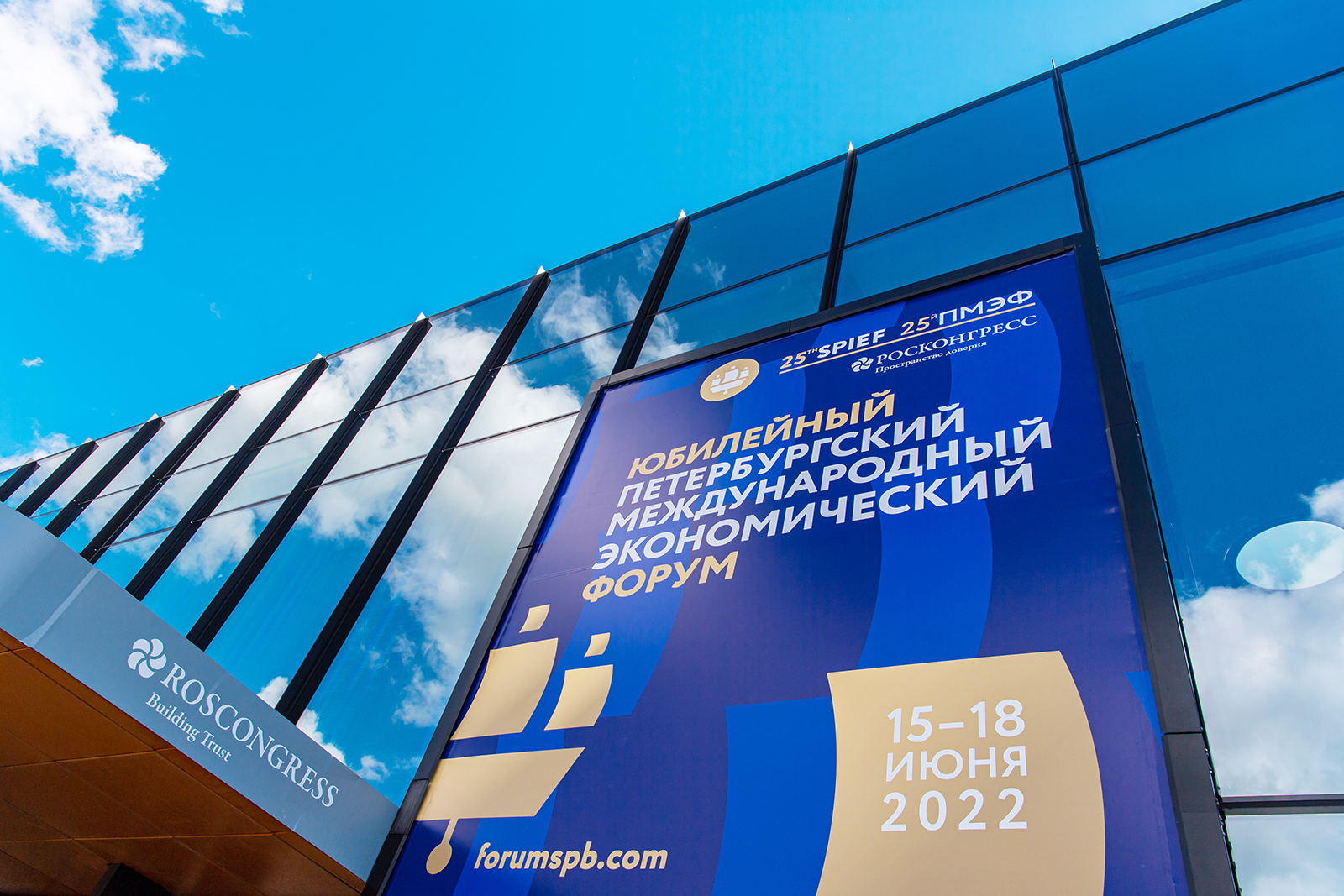
Плакат на входе

- Санкт-Петербург подписал в рамках ПМЭФ 2022 более 40 соглашений, почти половина из них — инвестиции на сумму более 200 млрд рублей.
- Коллективный стенд регионов Сибирского федерального округа представил на ПМЭФ 2022: 232 инвестиционных проекта на сумму 5,5 трлн руб.
- «Тяжмаш» и ZINCUM подписали контракт на поставку оборудования для завода по производству оксида цинка из пыли газоочисток электросталеплавильных цехов.
- Правительство Чукотского автономного округа и АО «НоваВинд» (дивизион ГК «Росатом») подписали соглашение о строительстве ветропарка.
- СПбГУ, фонд «Росконгресс» и компания «Тулэнти» договорились о стратегическом партнёрстве в социальной сфере.
- Структура «Росатома» приобрела блокирующий пакет акций оператора спутниковой связи «Амтел» для развития инфраструктуры в зоне СМП.
- АНО «Страна возможностей» заключила соглашения о сотрудничестве с Татарстаном и Архангельской областью.
- Мегафон и «Россети Ленэнерго» заключили соглашение о совместной работе над Интернетом в электроэнергетике.
- Ростуризм: необходимо ускорить запуск единой электронной визы для 52 стран.
- Крым и Кубань договорились запустить новый туристический маршрут: «Великий шёлковый путь».
- Кузбасс и университет «Синергия» заключили соглашение о партнёрстве.
- ГК «Содружество» вложит более 50 млрд руб. в создание зернового терминала в порту Усть-Луга. Планируемая мощность перевалки до 10 млн т в год.
- ОСК планирует организовать производство супертанкеров, используемых для перевозки сырой нефти.
- Новикомбанк и «Объединенная судостроительная корпорация» заключили соглашение о льготном финансировании в размере 5 млрд руб.
- Правительство Тульской области и ГК «АГРОЭКО» подписали соглашение о строительстве трёх свиноводческих комплексов. Объём инвестиций составит более 4,5 млрд руб.
- «АВВ-энерго» построит в Тульской области логистический центр и завод по производству ветроустановок для местностей со слабыми ветрами.
- «РусГидро» и «Гидросистемы» намерены инвестировать 2,8 млрд руб. на создание на территории ОЭЗ «Узловая» в Тульской области завода гидравлического оборудования.
- В Тульской области будет построена третья очередь тепличного комплекса с интеллектуальной системой досвечивания. Инвестиции в проект составят около 12 млрд руб.
- «Норникель» построит в Мурманской области современный завод «Большая медь», который позволит увеличить выработку продукции на 40 %.
- Газпром вложит 12 млрд руб. в строительство СПГ-завода в Ленинградской области. Проектная мощность производства составляет 25,2 тыс. т СПГ в год.
- Главы пяти областей ЦФО подписали соглашение о сотрудничестве в сфере инновационных решений в АПК.
- Бывшая «дочка» Paulig в РФ запустит линию растворимого кофе на заводе под Тверью.
- Были заключены соглашения о создании более 40 гостиничных и санаторно-курортных комплексов на общую сумму более 200 млрд рублей[3].
- РЖД и ВТБ подписали кредитное соглашение с максимальным сроком траншей до 5 лет на сумму до 630 млрд руб. Средства будут направлены на модернизацию железнодорожной инфраструктуры перевозчика.
- QazaqGaz и «Газпром» договорились об увеличении переработки казахстанского газа в России.
- НОВАТЭК построит в ОЭЗ «Тольятти» мини-завод по производству сжиженного природного газа.
- «Росатом» подписал с Якутией соглашение о строительстве и вводе в эксплуатацию в 2030 году пилотной мини-АЭС мощностью до 10 МВт.
- «Российский экологический оператор» вложит 24 млрд рублей в создание четырёх мусороперерабатывающих предприятий под Санкт-Петербургом.

## Торговые отношения
Делегация ТПП Афганистана обсудила на ПМЭФ 2022 с российскими представителями вопросы беспошлинной торговли для возможности экспорта сухофруктов, фруктов и минералов.
На полях ПМЭФ 2022 состоялся бизнес-диалог «Россия — Китай». На форум прибыли представители более 40 китайских компаний.
На полях ПМЭФ 2022 проходил бизнес-диалог «Россия — Египет».
На полях Форума проходил бизнес-диалог «Россия — Турция: эффективное бизнес-партнёрство».
На Форуме проходил бизнес-диалог «ЕАЭС — АСЕАН».
РЖД и «Казахстанские железные дороги» подписали меморандум о сотрудничестве. Компании планируют развивать регулярные контейнерные сервисы в РФ и Казахстане.
Губернатор Тульской области и глава ДНР подписали меморандум о сотрудничестве. Тульская область займётся восстановлением Левобережного района Мариуполя.
Губернатор Московской области и глава ДНР подписали меморандум о сотрудничестве и развитии внешнеэкономических связей.
«Газпром» и СNРС подписали техническое соглашение по дальневосточному маршруту поставки российского газа в Китай.

## Презентации

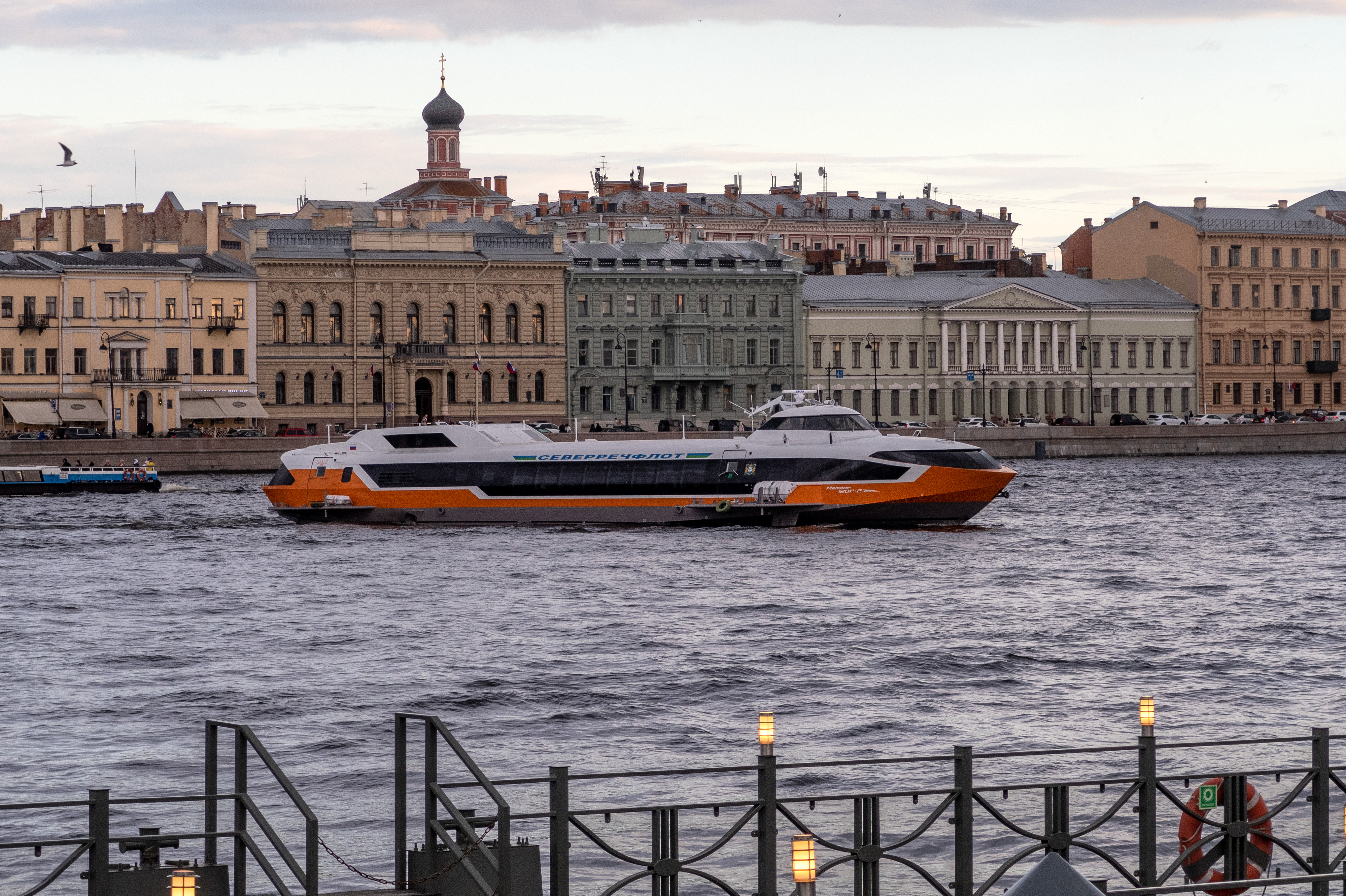
«Метеор 120Р», прибывший в Санкт-Петербург для показа гостям Петербургского международного экономического форума-2022. 16 июня 2022 года

На ПМЭФ 2022 представили российский электрический грузовик EVM PRO. Серийное производство будет начато в сентябре.
На Форуме показали новый гоночный автомобиль Lada Vesta NC TCR.
АО «ОСК» представило новое речное судно «Соталия».
Компания «Спутникс» (входит в Sitronics Group) презентовала спутник «Орбикрафт-Зоркий» — космический аппарат, предназначенный для дистанционного зондирования Земли (ДЗЗ), который эксплуатируется в штатном режиме.